# Леціцхваїе
Леціцхваїе (груз. ლეციცხვაიე) — село в Грузії.
За даними перепису населення 2014 року в селі проживає 364 особи.